# Marion Township (comté de Newton, Missouri)
Pour les articles homonymes, voir Marion Township.
Marion Township est un ancien township, situé dans le comté de Newton, dans le Missouri, aux États-Unis,.